# Ellimma
Ellimma è un genere di pesci ossei estinto, appartenente agli ellimmittiformi. Visse nel Cretaceo inferiore (Aptiano - Albiano, circa 118 - 110 milioni di anni fa) e i suoi resti fossili sono stati ritrovati in Brasile.

## Descrizione
Questo pesce era di dimensioni ridotte, e raramente superava i 10 centimetri di lunghezza. Possedeva un corpo tozzo ed era dotato di un ventre profondo. La testa era grande, il muso piuttosto sottile. La pinna dorsale era piccola e di forma triangolare, e si trovava all'incirca a metà del corpo. Anche la pinna anale era piccola, in posizione più arretrata. Ellimma era caratterizzato da piccole scaglie dentellate che formavano una struttura simile a una sega lungo il margine mediano inferiore, nella zona del ventre. La pinna caudale era profondamente biforcuta, e le scaglie alla base si sovrapponevano fra loro. I denti nella zona del palato e lungo le mascelle erano molto piccoli. Come in tutte le forme simili (ad esempio Sorbinichthys, Ellimmichthys e Diplomystus), Ellimma era dotato di piccoli scudi posti prima della pinna dorsale. Gli scudi anteriori erano leggermente più lunghi che larghi, e ornati da sottili creste; quelli posteriori erano più larghi e ornati da tubercoli e creste. Gli scudi dorsali posteriori erano dotati di un'aguzza spina rivolta all'indietro. 

## Classificazione
Ellimma branneri venne descritto per la prima volta nel 1910 da Jordan con il nome di Ellipes branneri, sulla base di fossili ritrovati in Brasile, nello stato di Alagoas; lo stesso Jordan, tre anni dopo, cambiò il nome generico in Ellimma poiché Ellipes risultava già utilizzato. Un'altra specie attribuita inizialmente a questo genere è E. cruzi, descritta da Silva Santos nel 1990 e rinvenuta in terreni cretacei della zona di Serinhaem (Pernambuco); quest'ultima specie è stata a volte attribuita al genere Ellimmichthys ed è stata attribuita infine a un genere a sé stante, Caboellimma (de Figueiredo e Gallo, 2022). Un'altra specie, E. longipectoralis, caratterizzata da un corpo allungato, lunghe pinne pettorali e una regione pettorale espansa, è stata descritta nel 2019 ed è nota per fossili ritrovati in terreni dell'Aptiano del bacino di Santos, in Brasile.
Ellimma è considerato un rappresentante degli ellimmittiformi, un gruppo di pesci tipici del Cretaceo e della prima parte del Terziario, strettamente imparentati con i clupeiformi ma solitamente dotati di corpi più profondi. Tra questi, Ellimma è ascritto alla famiglia Paraclupeidae, comprendente anche il già citato Ellimmichthys e Paraclupea.

## Paleobiologia
Questi pesci vivevano in mari poco profondi e dalle acque calme, e si cibavano almeno parzialmente di vegetazione acquatica.